# 桐紋

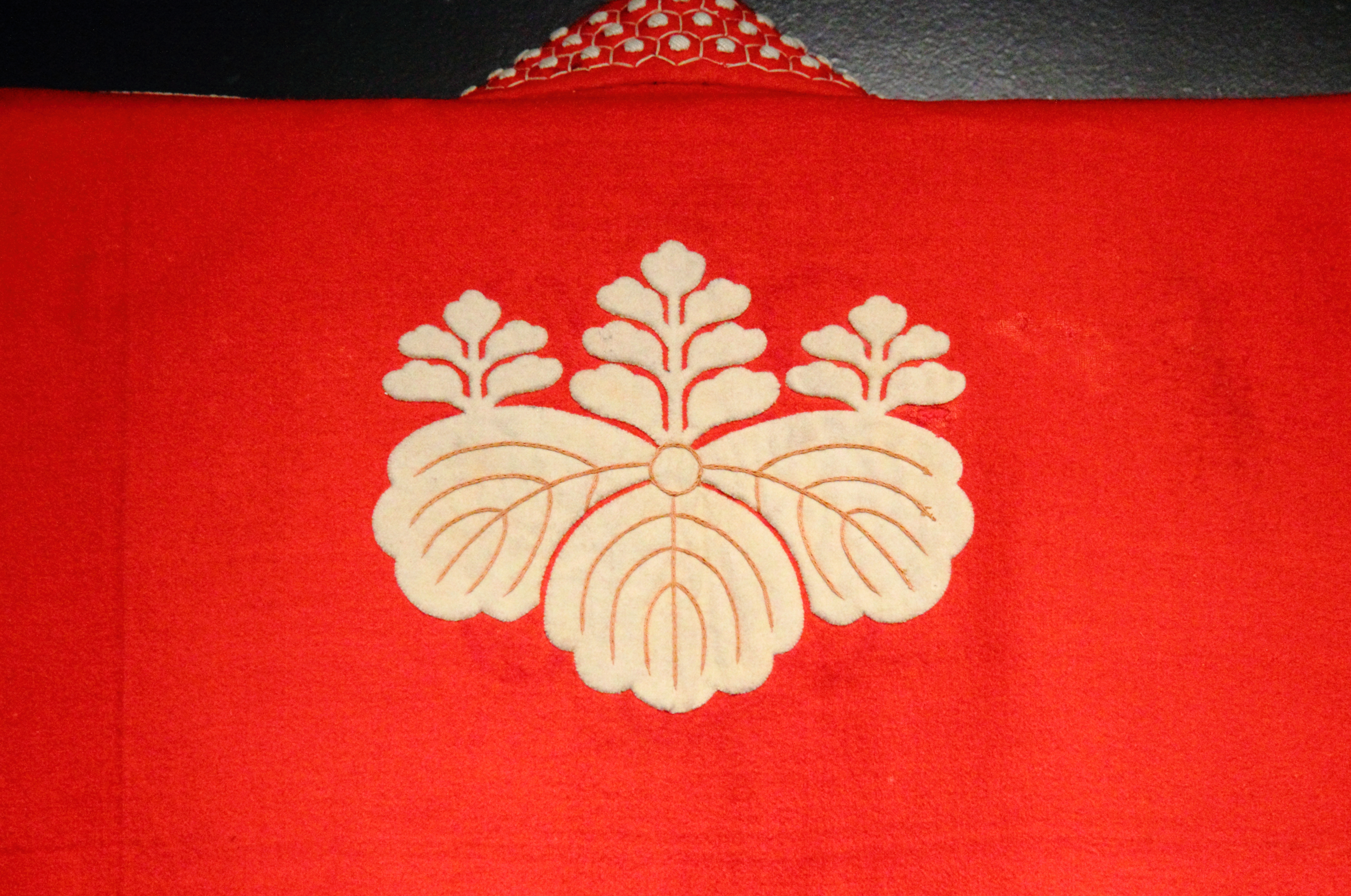
五七桐

桐紋（きりもん）とは、キリ科の樹木であるキリ（桐）の葉や花を図案化した、家紋などの総称である。桐花紋（とうかもん）とも呼ばれる。
桐紋は菊花紋章と並び、皇室の家紋として名高い。皇室の承認を受けた為政者に対して下賜されてきた紋章でもあり、明治以降現在に至るまで慣例的に内閣の紋章として使用されている。

## 図案

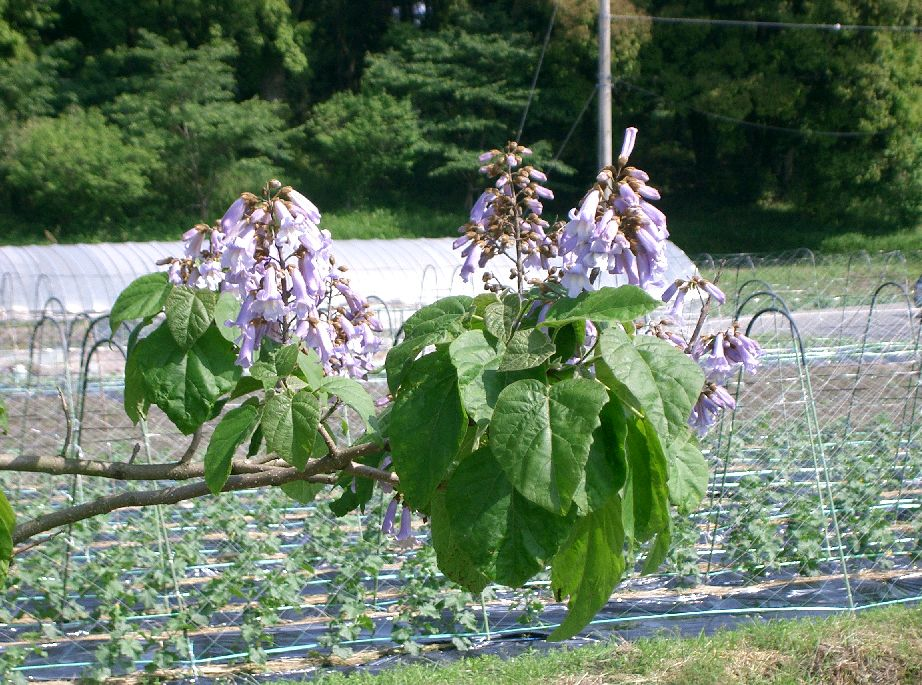
花と葉をつけた桐の枝先

3本の直立する花序と3枚の葉から構成されているものが基本的図案である。花序につく花の数が3-5-3の五三桐（ごさんのきり・ごさんぎり）が一般的で、花序につく花の数が5-7-5となっているものは五七桐（ごしちのきり、ごしちぎり）という。ほかに、「乱れ桐」「桐菱」「光琳桐」「桐車」など140種以上の図案がある。
古代中国で「鳳凰が棲む」という謂れのある桐とは、アオギリ（梧桐）である。日本で桐紋が使われるのはこの伝承に倣ったものだが、桐紋としてデザインされているのは別種のキリ（白桐）である。

1.五三の桐
2. 五七の桐
3.丸に五三の桐
4.太閤桐
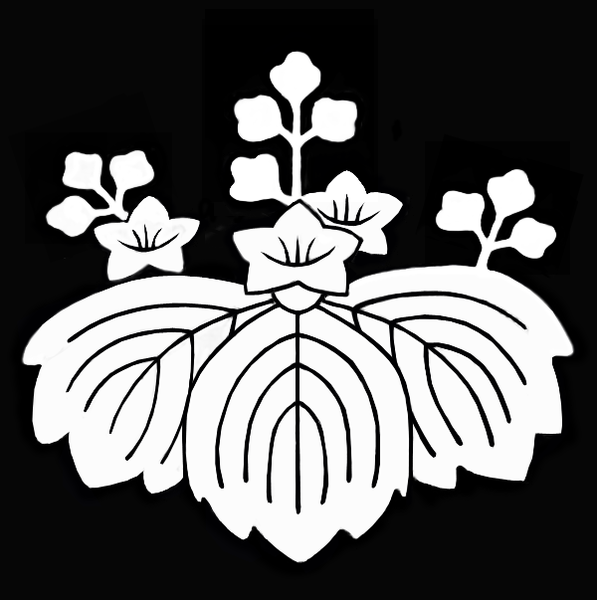
5.土佐桐
6.五三鬼桐
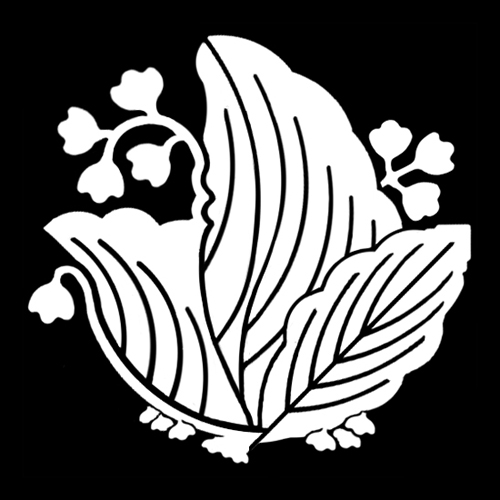
桐揚羽蝶

- 3は1の外郭に丸を加えたもので、日本家紋研究会の調べでは使用されている桐紋全体の7割ほどを占めるとある。
- 4は太閤桐の一例である。豊臣秀吉使用の五七桐、五三桐の総称で、幾つかのデザインが確認されている。
- 5は土佐山内氏の使用紋。豊臣秀吉が山内一豊に賜与した桐紋を元にデザインされている。江戸時代を通して山内家が独占して使用したが、戊辰戦争の功績により、山内豊範より板垣退助へ下賜され板垣家の家紋としても使用されている[3]。豊臣秀吉の使用した桐紋は、織田信長が室町幕府第15代将軍・足利義昭から賜った下賜紋で、足利氏は皇室から下賜され使用していた。第13代将軍・足利義輝は三好長慶に攻められて政権を奪われそうになったが、足利義昭を奉じた織田信長が上洛し室町幕府を再興に導いた。その功績が認められて下賜された桐紋を、織田信長から豊臣秀吉へ下賜された経緯を持つ。よって下賜された変遷を追えば、皇室 → 足利氏 → 足利義昭 → 織田信長 → 豊臣秀吉 → 山内一豊 → 山内氏 → 山内豊範 → 板垣退助となる[4]。
- 6は五三桐の葉や花の先端を尖らせる。
- 7.桐の葉や花で「揚羽蝶」に擬態させる。

## 使用の歴史

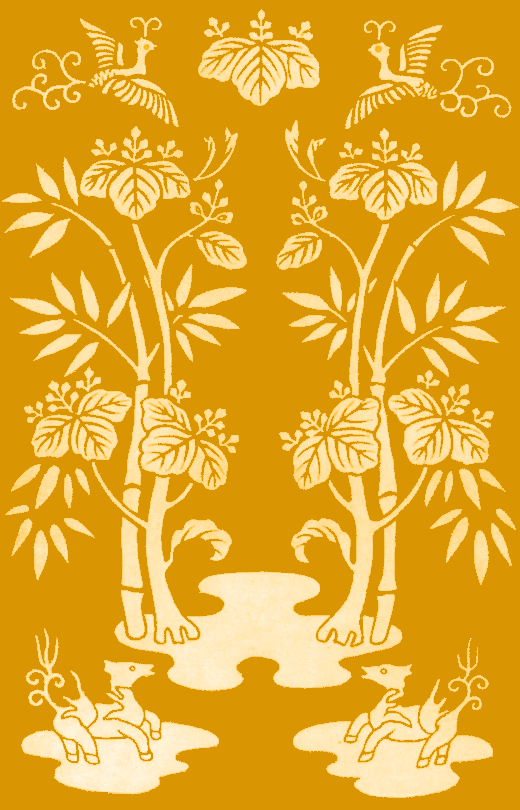
黄櫨染御袍の桐竹鳳凰麒麟文。黄櫨染に瑞獣、竹と共に五三の桐紋を織り出している。
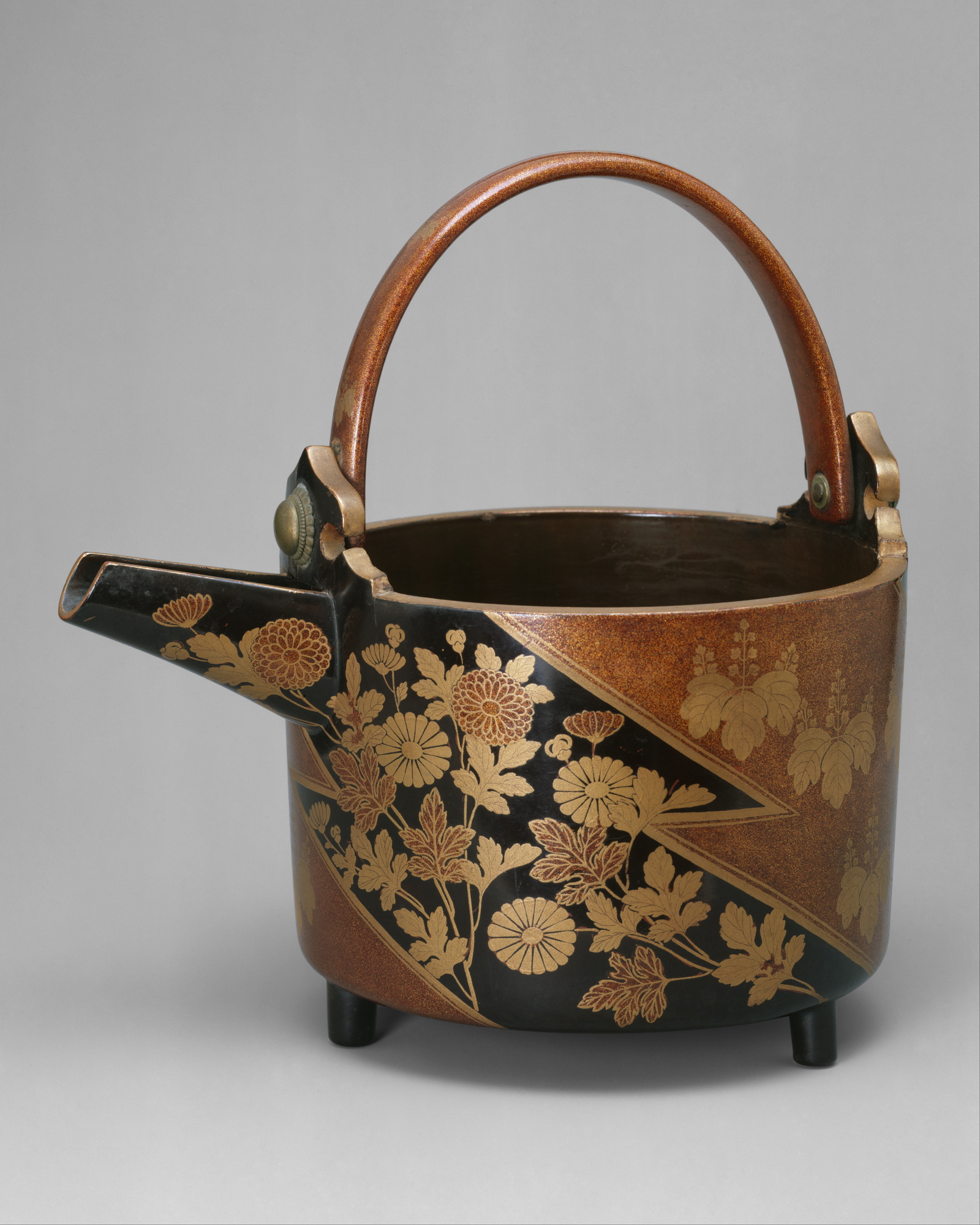
菊と桐紋が描かれた高台寺蒔絵の提子（ひさげ）酒器、安土桃山時代、17世紀初頭、メトロポリタン美術館蔵
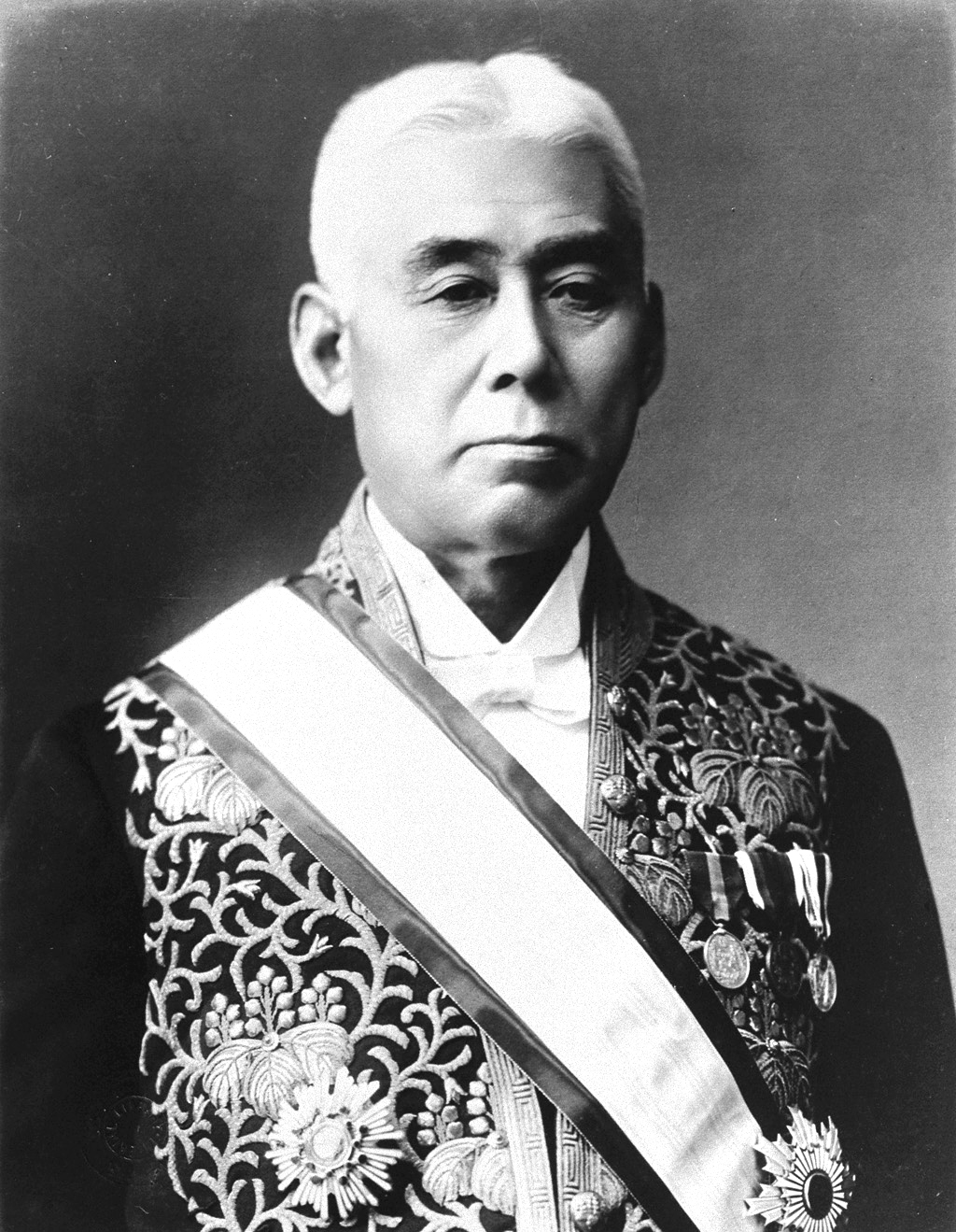
大礼服姿の原敬首相。大礼服には五七の桐紋章が刺繍されている。
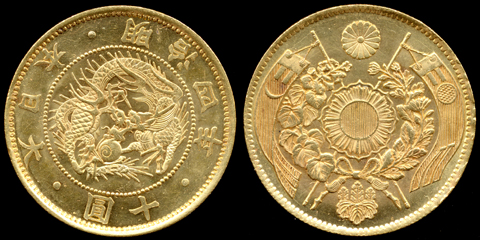
明治時代の十円金貨の裏には菊紋と共に五七の桐紋
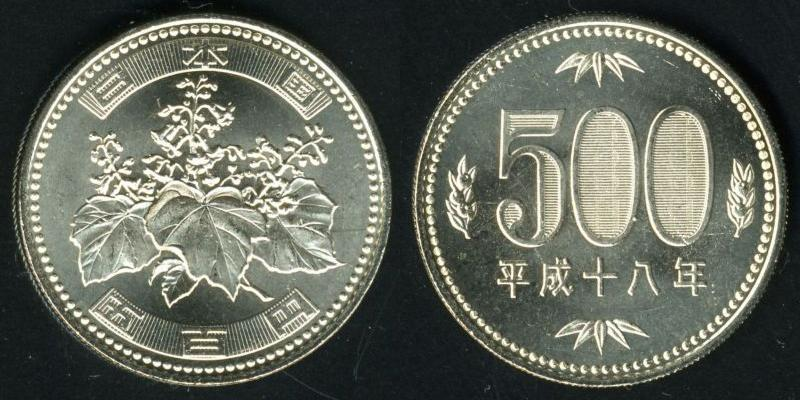
五百円硬貨の表は桐
元帥たる陸海軍大将が佩用していた元帥徽章
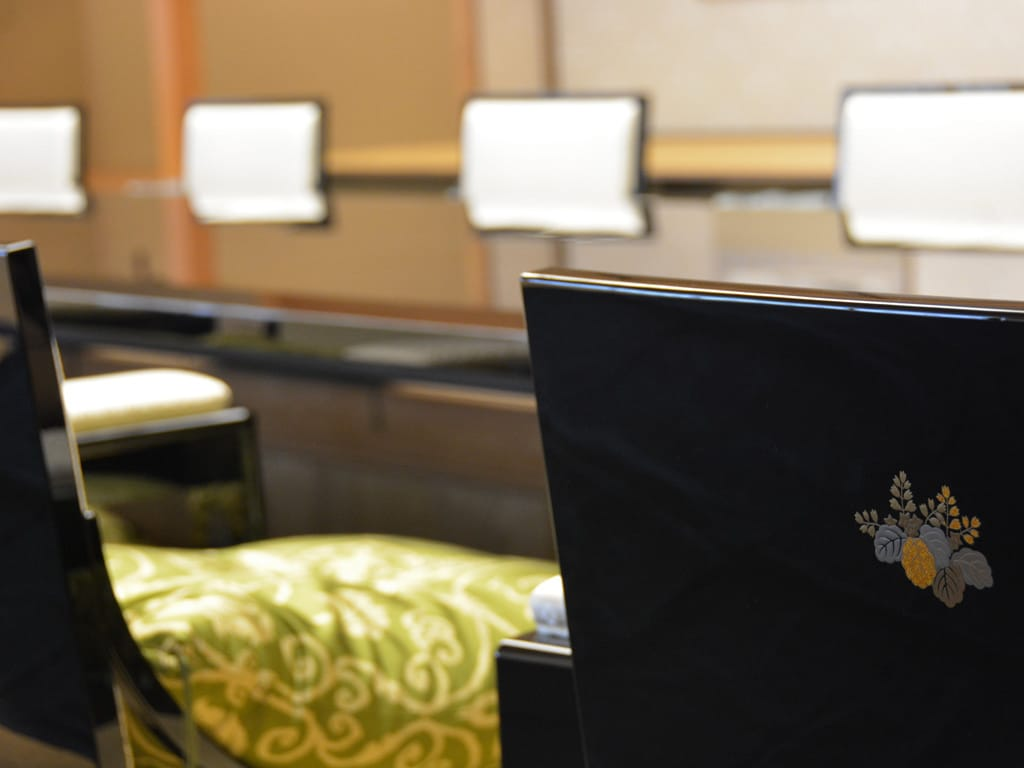
京都迎賓館の「桐の間」の座椅子の蒔絵。

### 皇室の桐の文様の使用
古代より中国では、桐は瑞木と呼ばれ、優れた皇帝が現れた時に姿を見せる伝説の鳥鳳凰の止まる木として神聖視された。それに由来して日本でも桐は高貴な紋様となり、桐、竹、鳳凰の天皇の袍の文様が生まれるに至った。
「続日本後記」によれば、833年（天長10年）には、平安京豊楽院での儀式で梧桐、鳳凰、麒麟、呉竹の織り込まれた文様が使われていたという。これらはいずれも天皇が着る黄櫨染御袍に織り込まれたモチーフである。
「日本紀略」の弘仁11（820）年の条には嵯峨天皇が黄櫨染御袍を用いたことが見える。それが、すでに桐、鳳凰、竹の文様だったかは不明だが、嵯峨天皇は中国文化を愛した天皇なので使われた可能性もある。
「延喜御記」によれば、延喜7年（907年）に天皇と臣下が着る朝服が同じになるのは避けるべきだという左大臣の進言があったと記されているので、この時点ではまだ桐の文様は天皇専用の文様と意識されていたわけではなかった可能性もある。
いずれにしても、平安時代中には天皇の黄櫨染御袍の文様としての意識が高まり、中国の思想でも皇帝を象徴する文様であったことから、天皇を象徴する文様になっていったと考えられる。
「餝紗」によれば、天養年間、長寛年間には天皇と上皇は、日常の御服でも桐・竹・鳳凰の文様を入れていたことが記されている。ただし、やがて貴族や武臣にも天皇から下賜されていくことで、この文様は天皇以外にも広まっていった。当時の絵巻物の『年中行事』や『北野天神縁起』にも桐の文様が描かれ、『蒙古襲来絵詞』にも桐、竹、鳳凰の唐紙障子が描かれている。

### 封建時代の家紋としての使用

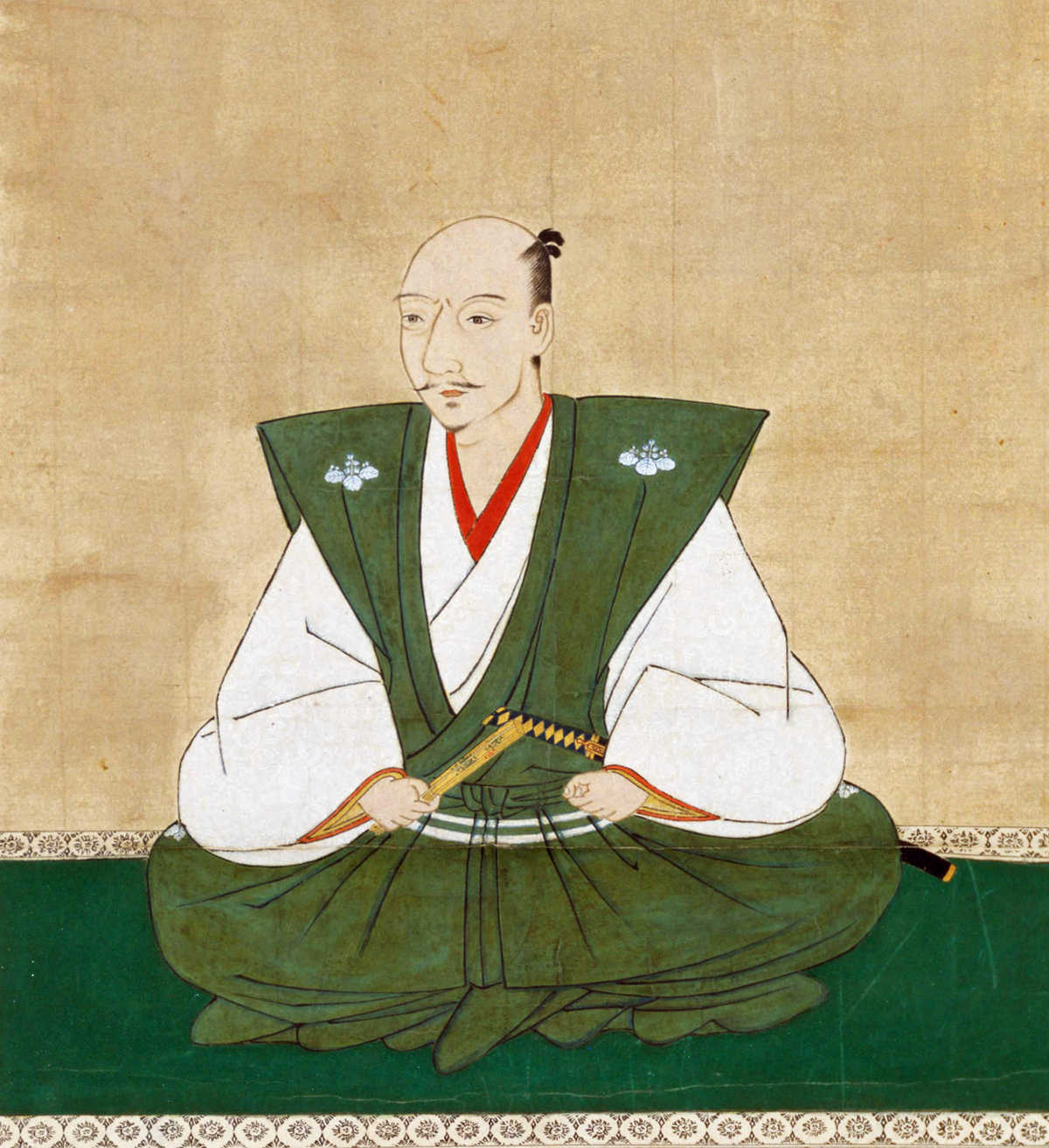
皇室から五七桐を下賜されている足利家当主足利義昭から更に下賜を受けて、五三桐の入った裃を着ている織田信長。

以上のように平安後期から鎌倉時代にかけて桐の文様が流行し、この時期の家紋の登場とともに、自然と各家の家紋化していったと考えられる。桐紋を家紋として使用しているのが確認できる初見では、『蒙古襲来絵詞』に描かれた天草大矢野氏の軍旗がある。
皇室自身がいつから桐紋を正式に紋章として定めたか、正確な時期は不明である。ただ後醍醐天皇が数々の臣下に桐紋を下賜していることから、少なくとも鎌倉時代末までには桐紋は皇室の紋章として用いられていたと推測できる。
足利氏がいつから桐紋を使用するようになったかは諸説あり断定できないが、恐らく鎌倉幕府倒幕時に足利尊氏が後醍醐天皇から下賜されたものと思われる。足利家に下賜されて以降、桐紋は皇室に承認された為政者に下賜される紋章という意味を含有するようになった。
桐紋を得た足利将軍家は、一門や大名たちにも桐紋を下賜するようになった。室町時代の『見聞諸家紋』では、足利将軍家、五七桐の使用が許されていた一門15家（吉良、渋河、石橋、斯波、細川、畠山、上野、一色、山名、新田、大舘、仁木、今川、桃井ら）のほか、進士氏、安部氏、明石氏、ほか「藤民部」の20家が載る。
戦乱が激しくなってくると、足利一門外の功績のあった武将にも下賜するようになり、足利義政は甲斐国主の武田元信（1461年）や薬師寺氏（1467年）に下賜し、足利義晴は六角定頼（1521年）や、朽木氏、金森氏、大友氏などに下賜。戦国時代後期の1561年（永禄4年）には足利義輝が三好長慶、義興父子、松永久秀、上杉輝虎、大友義鎮に下賜しており、1568年（永禄11年）には足利義秋（義昭）が織田信長に下賜し、細川藤孝にも下賜している。こうして桐紋は、皇室から下賜された者が陪臣に下賜していく形で広がっていった。
安土桃山時代には豊臣秀吉が皇室から桐紋を下賜された。豊臣家の家紋となった桐紋は豊臣政権下では厳重に保護され、1591年（天正19年）に秀吉は禁令を出し、桐紋の勝手な使用を取り締まるなど、桐紋保護に努めた。
1611年（慶長16年）には徳川家康にも桐紋下賜の打診があったが、家康は自身の家は桐紋を下賜された足利家とは袂を分かった新田氏の血筋なので、末代に至って桐紋を使用するのは足利家に劣ることになるとして辞退している（ただし家康所用のものと伝わる品々の中には菊桐紋が入っている物があり、これ以前に朝廷への献金の見返りとして下賜されたか、あるいは豊臣家から下賜された可能性がある）。
その後も徳川幕府は桐紋を使用せず、葵紋を使用し続けた。徳川幕府が桐紋の使用を忌避したのは、滅ぼした豊臣家の家紋であることも理由の一つであろうが、皇室の権威を毀損しようという目論見もあったと思われる。なお豊臣政権や徳川幕府下では小判に作成を任されていた後藤家の家紋として桐紋が入っていた。徳川幕府下でも小判に葵紋を入れることが強制されなかったのは、徳川家康が後藤庄三郎に軍資金や大橋の局のことなどで世話になったためといわれる。
江戸時代には、徳川幕府が葵紋を厳重に管理し、その使用を取り締まったが、桐紋については保護しなかったので、庶民から大名まで、桐紋の使用層は広かった。江戸時代の『寛政重修諸家譜』に掲載されている大名諸旗本の中では、473家が桐紋を使用している家として記されており、全記載家の21%にも及んでいる。このように桐紋は大量使用される状況になったため、葵紋の権威が上がる一方、桐紋の権威は低落していった。

### 近代以降の桐紋

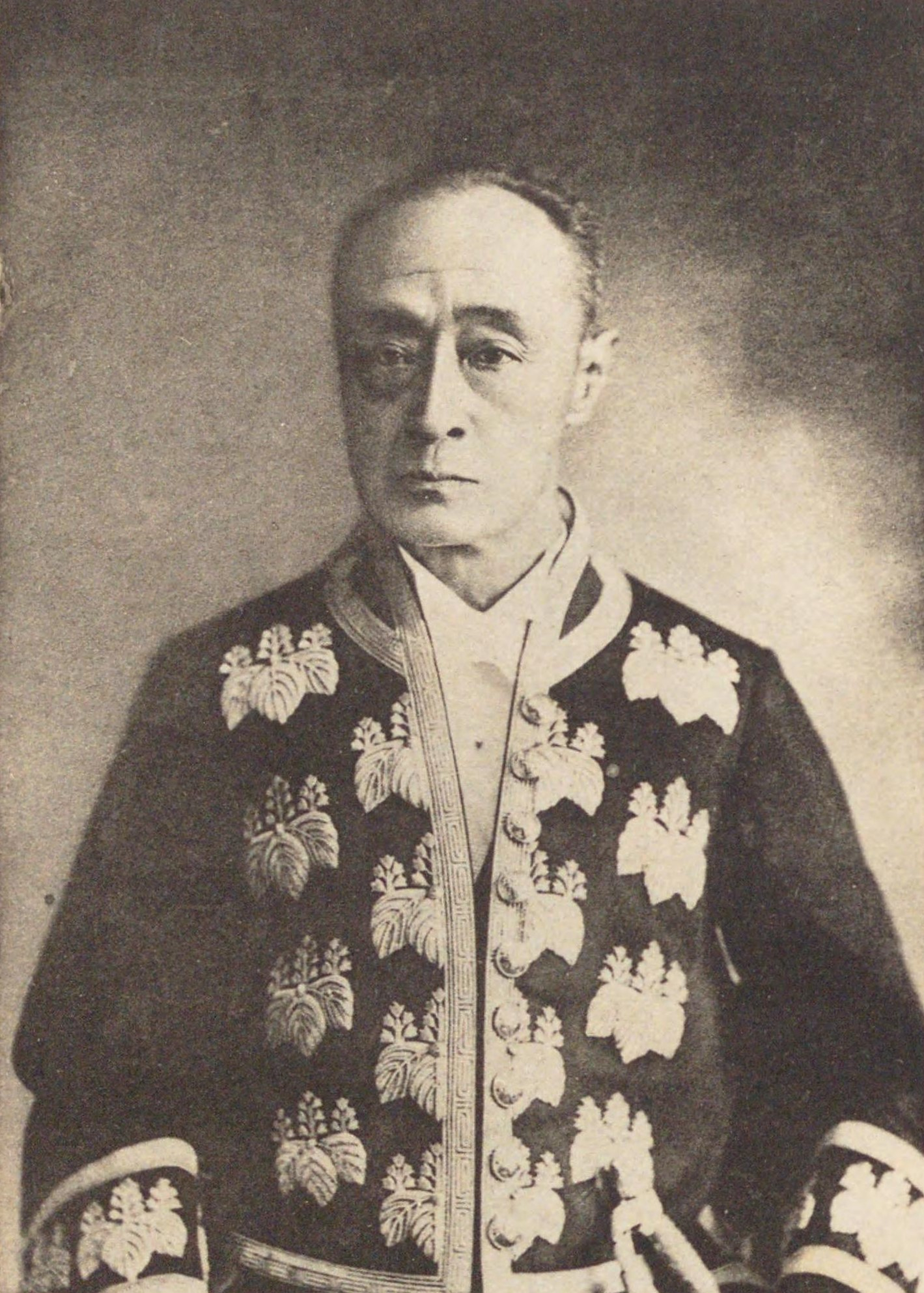
五七桐がデザインされた非役有位大礼服を着用する明治時代の徳川慶喜

江戸幕府滅亡後の近現代では、皇室の権威の回復で、皇室に承認された為政者に下賜されるという意味を持つ桐紋が再度重視されるようになった。明治以降現代にいたるまで内閣の紋章として使用されており、政府下付きの辞令書や、宮内省下賜の賞杯、貨幣などに桐紋がデザインされるようになった。また1872年(明治5年)の太政官布告で定められた大礼服について勅任官は、その上着に「五七桐」を用いることとされた（奏任官は「五三桐」）。
ただし、一部の菊紋章については、皇室の紋章保護のため、1869年（明治2年）の太政官布告にて使用規定が明記されたのに対し、桐紋に関しては、1884年（明治17年）に官報で特に定めないことを公示されたため、民間も自由に使用してよかった。そのため桐紋は現代でも使用家が多い家紋の一つである。
現代では、政府の紋章として以外に有名な桐紋の意匠として、筑波大学の校章がある。これは筑波大学の前身である東京高等師範学校が、明治天皇より校章として下賜されたものが起源である。近現代の企業ロゴの意匠にも取り入れられ、桐灰化学株式会社やザ・キャピトルホテル 東急の前身であるキャピトル東急ホテルのロゴなどに使用がある。キャピトル東急ホテルのロゴ意匠の桐紋（中陰五七鬼桐）は、創業家である五島家の家紋を取り入れたものである。

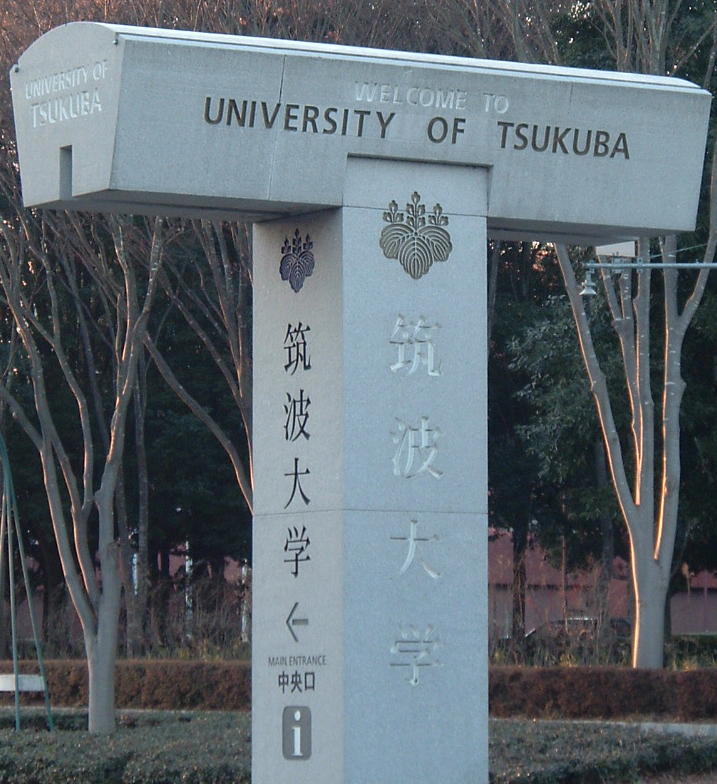
筑波大学の校章は五三の桐

## 日本の行政府における桐紋

内閣をはじめ、日本の行政各機関で用いられる五七桐花紋

かつて皇室・朝廷の副紋として五七桐が多用され、皇室に承認された為政者もその紋章を使用することが許されてきた歴史がある。標準的な図案だけではなく、豊臣秀吉（太閤桐）のようにその変種を使用した例もある。図案は五七桐に限らず、五三桐も使用された。
江戸幕府は皇室の権威を破壊する目論見で桐紋を使用しなかった経緯があったが、徳川幕府滅亡後の近現代では、皇室に承認された為政者に下賜される紋章という意味を持つ桐紋が再び重視され、明治時代から現在に至るまで内閣の紋章として使用されている。台湾総督府や朝鮮総督府の紋章にも桐紋章が使用されていた。

内閣総理大臣章
台湾総督府の紋章
朝鮮総督府の紋章
朝鮮総督府鉄道局の第一種局旗

また皇宮警察本部や法務省では「五三桐」が紋章として使われているが、「五三桐」は歴史的には、天皇から直接「五七桐」を下賜された為政者が、さらにその家臣に下賜する際に与える慣習があったものである。このことから明治以降、太政官布告339号の大礼服の規定などにみられるように五三桐を五七桐の格下に使うようになった。ただし、天皇のみが着用を許される黄櫨染御袍に見られる桐紋は「五三桐」となっている。

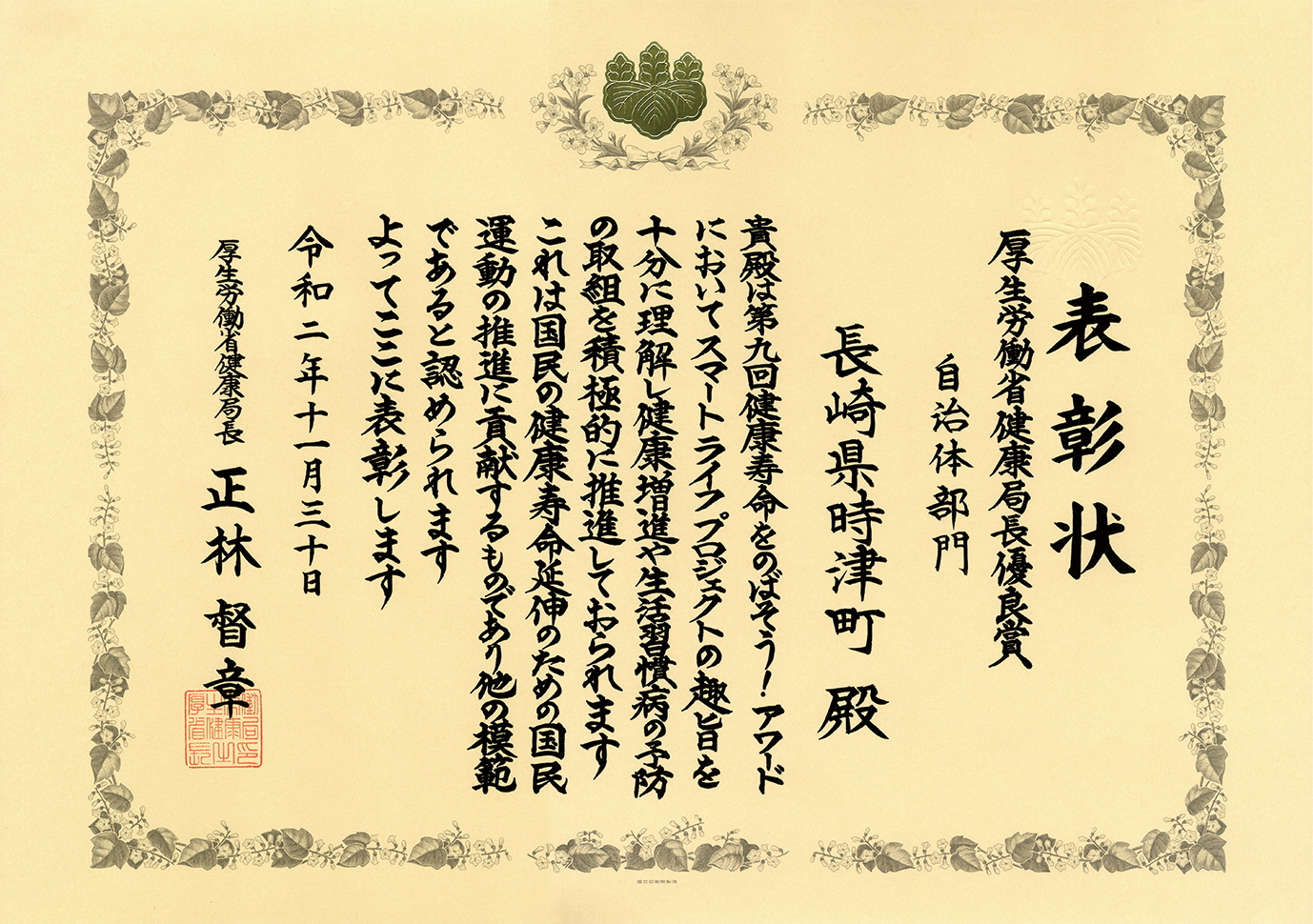
表彰状の五七桐

日本国有鉄道の帽章も、桐紋に蒸気機関車の動輪を組み合わせたものだった。旭日章の意匠に取り入れられたり、皇室を表す紋章である「十六八重菊」に準じるものとして、ビザやパスポートなどの書類や硬貨（明治以降の金貨や、1982年（発行開始）以降の500円硬貨）の装飾にも使われている。菊紋と共に賞杯に使われたり 、内閣総理大臣官邸の備品、総理の演台に取付けられるプレート（内閣総理大臣章）にもあしらわれる。1926年以来日本の旅券（パスポート）の表紙は十六一重表菊であるが、帰国のための渡航書の表紙には「五七桐」が使用されている。

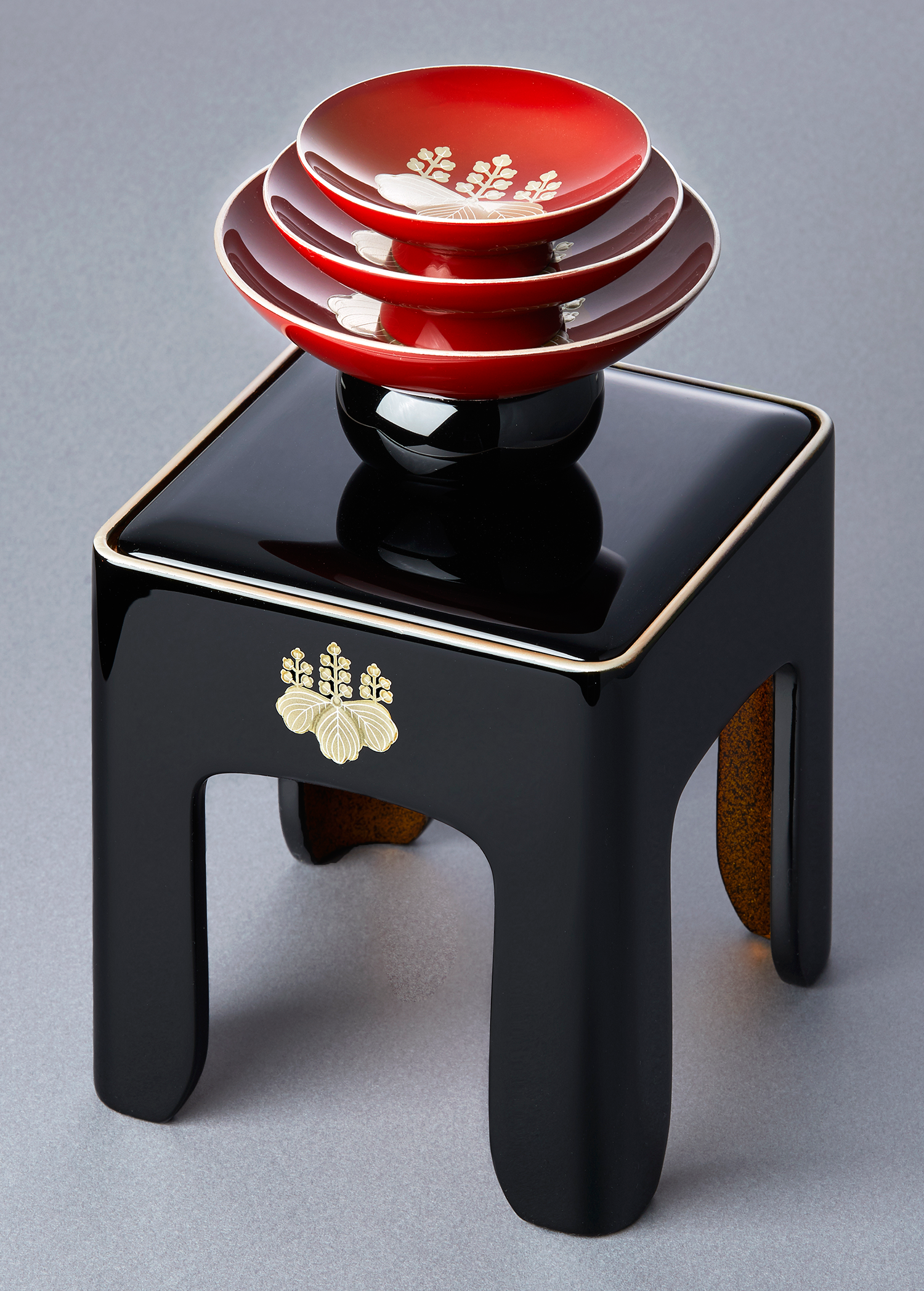
賞杯の木杯の五七桐
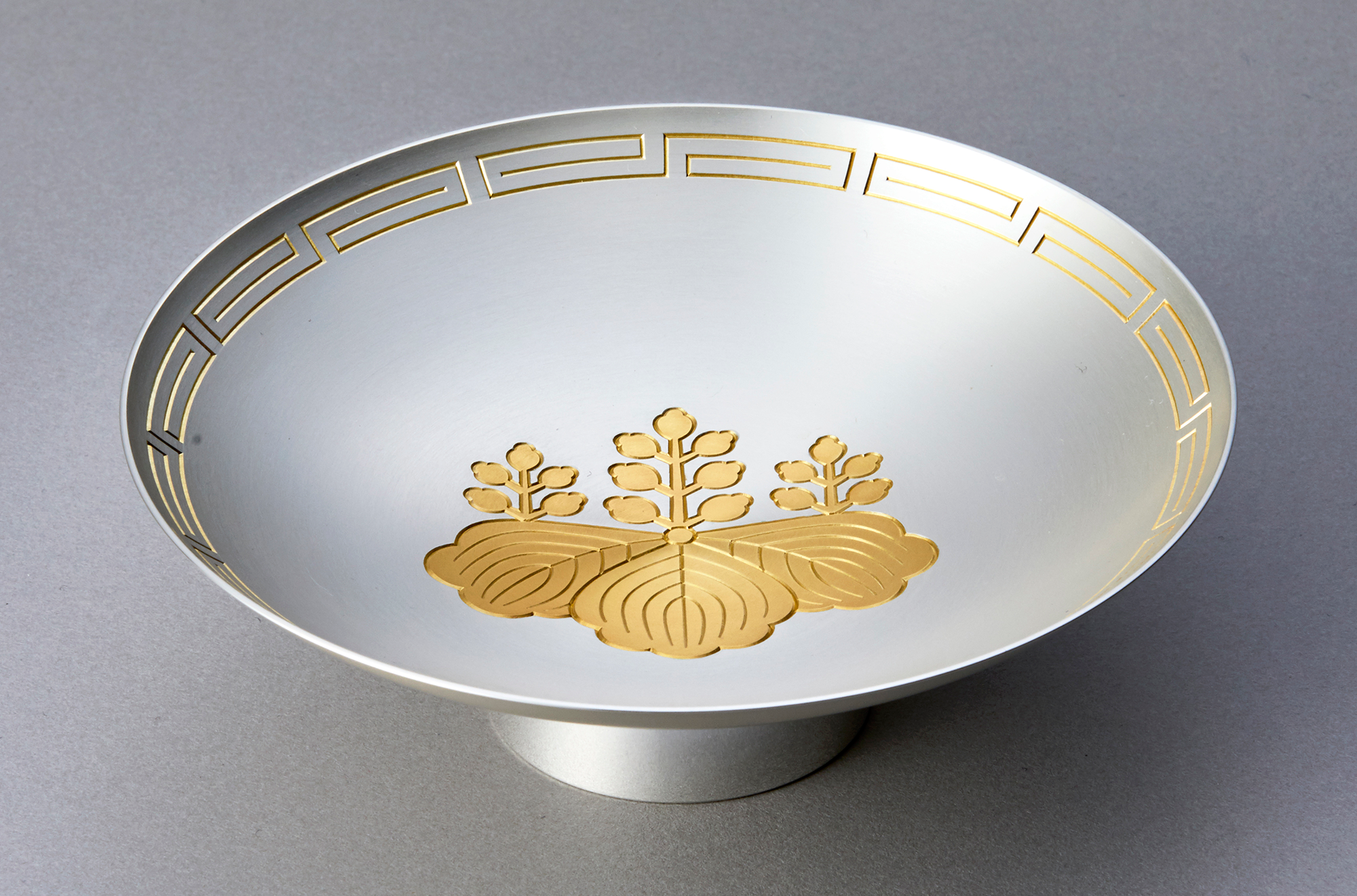
賞杯の銀杯の五七桐

桐紋が日本政府の紋章になったことについて、一説では、関ヶ原の戦いで西軍が敗れた際、豊臣家の家臣の多くが薩摩藩と長州藩に左遷されたため、幕末に豊臣遺臣の薩長藩士が豊臣家の家紋を掲げて倒幕を行い、その結果日本政府の紋章となったという「豊臣怨念説」があるが、都市伝説の域を出ていない。
現代や海外向けには、日本の象徴としては認知度が低い面もある。法務省は2018年2月21日から、外国人の入国審査時にパスポートに貼る証印シールの図柄を、桐から「富士山と桜」に変更した。